# Enduit
Un enduit est une préparation de consistance fluide ou pâteuse (souvent un mortier) que l'on applique sur une surface (typiquement un mur) pour la lisser, la protéger, la décorer. Un enduit est constitué d'un liant ou colle (chaux, plâtre, ciment, terre, bitume, etc.) et d'une charge ou granulat (sable, poussière de marbre, le carbonate de calcium CaCO3…).
On applique généralement un enduit en une fine couche d'apprêt qui permet une meilleure adhésion, suivie d'une couche de charge principale. On y ajoute souvent une couche de finition avec une texture décorative ou un pigment coloré.

## Utilisations
Dans le bâtiment :
- l'enduit classique constitué de mortier ;
- l'enduit acrylique, constitué de polymères.

Sur la route :
- l'enduit routier, servant de revêtement, dont la couche la plus extérieure est l'enduit superficiel routier ;
- les enduits thermoplastiques et les enduits à froid, qui font partie du marquage routier.

L'enduit en arts plastiques sert à préparer le support à peindre, à base de colle, de gélatine, de caséine ou d'huile. Le gesso est un enduit à base de plâtre et de colle.